# Большой Сандибей (приток Сухого Полуя)
Большой Сандибей — река на севере Западной Сибири, в Приуральском районе Ямало-Ненецкого автономного округа России. Устье реки находится в 13 км по правому берегу реки Сухой Полуй. Длина реки составляет 57 км, площадь водосборного бассейна — 564 км².

## Данные водного реестра
По данным государственного водного реестра России относится к Нижнеобскому бассейновому округу, водохозяйственный участок реки — Обь от впадения реки Северная Сосьва до города Салехард, речной подбассейн реки — бассейны притоков Оби ниже впадения Северной Сосьвы. Речной бассейн реки — (Нижняя) Обь от впадения Иртыша.
Код объекта в государственном водном реестре — 15020300112115300032798.